# Cataulacus vorticus
Cataulacus vorticus är en myrart som beskrevs av Bolton 1974. Cataulacus vorticus ingår i släktet Cataulacus och familjen myror. Inga underarter finns listade.